# Osby skansar
Osby skansar är ett naturreservat i Osby kommun i Skåne län. Reservatets namn kommer från Sibbarps skans, som ligger i norra delen av området. Den byggdes 1611 på  en höjd mellan Helge å och Osbysjön för att bevaka mot inträngande svenska trupper. Den gamla försvarsanläggningen kallas både Osby och Sibbarps skans eller skansar.
Området utnyttjades senare för jordbruk. Platsen kallades vid mitten av 1800-talet Eket, sannolikt beroende på att vidkroniga hagmarksekar stod spridda i området. Delar av detta brukades som äng och senare som betad hagmark. Sedan början av 1900-talet bedrevs ej bete, utan området växte igen, och av ekhagen blev dagens bokskog. 
På äldsta bokarnas bark växer bland annat sällsynta lavar som bokkantlav och stiftklotterlav. Hackspettar trivs i reservatet, bland andra gröngöling och större hackspett. 
Området är naturskyddat sedan 1928 och är sju hektar stort. 

## Skansens hembygdsmuseum
Huvudartikel: Stavshultsgården
Intill naturreservatet ligger Stavshultsgården, en ryggåsstuga från 1600-talet. Den flyttades från Visseltofta socken till Sibbarp i slutet av 1930-talet. Bredvid Stavshultsgården finns Friskastugan, en torpbyggnad från 1700-talet som flyttats dit från Osby. Byggnaderna förvaltas som Skansens hembygdsmuseum av Osby hembygdsförening.